# 1224 Фантазија
1224 Фантазија (енгл. 1224 Fantasia) је астероид главног астероидног појаса са пречником од приближно 13,94 .
Афел астероида је на удаљености од 2,761 астрономских јединица (АЈ) од Сунца, а перихел на 1,846 АЈ.
Ексцентрицитет орбите износи 0,198, инклинација (нагиб) орбите у односу на раван еклиптике 7,877 степени, а орбитални период износи 1277,654 дана (3,498 године).
Апсолутна магнитуда астероида је 11,36 а геометријски албедо 0,259.
Астероид је откривен 29. августа 1927. године.